# Nikolai Reek
Nikolai Reek (születési nevén Nyikolaj Alekszejevics Bazikov, Revel, 1890. február 1. – Uszolje, 1942. május 8.) észt katonatiszt, tábornok, vezérkari főnök. Orosz eredetű családban született, részt vett az első világháború galíciai és romániai harcaiban. Az észt függetlenségi háború kitörését követően a formálódó észt hadsereg tisztje, majd vezérkari főnöke lett. Részt vett a bolsevikok és a Baltikumban tevékenykedő német Baltische Landeswehr és a Vashadosztály elleni harcokban. A háború után különböző hadosztályok parancsnoka volt, 1927–1928 között hadügyminiszter, 1939–1940 között védelmi miniszter. Észtország szovjet annektálását követően több más észt katonatiszttel és politikussal együtt letartóztatták. 1942. május 8-án kivégezték.

## Élete
Nyikolaj Bazikov 1890. február 1-én született a mai Észtország fővárosában, Tallinnban (akkor Revel) orosz származású család gyermekeként. Általános és gimnáziumi tanulmányait szülővárosában végezte, majd a csugujevi alapfokú katonai iskolában tanult. Ebben az időszakban házasodott meg, Marie-Clara (más forrásban Klaara) Johansont vette feleségül, akitől 1914-ben lánya született, aki a Larissa nevet kapta. Az első világháború kitörését követően az orosz hadsereg soraiban harcolt, majd folytatta tanulmányait és 1917-ben diplomát szerzett a vezérkari akadémián. Harcolt a keleti fronton Galíciában és a román fronton.  
1918-ban, miután a központi hatalmak és az 1917-es októberi forradalmat követően hatalomra jutott bolsevikok között megkötésre került a breszt-litovszki béke, melyet követően a Német Birodalom megszállta a mai Észtország területét. A németek először egy alárendelt királyságot akartak szervezni a térségben, azonban a világháború elvesztését követően a térségben tartózkodó német csapatokat hazarendelték. Az ezt követően tényleges hatalomra szert tevő Észt Ideiglenes Kormánynak a támadó bolsevikokkal kellett szembenéznie. A kitörő észt függetlenségi háborúban maga Bazikov is részt vett, ekkor változtatta meg nevét Reekre 1918-tól ő az Észt Hadsereg vezérkari főnöke. Ugyanebben az évben megkapta az 5. ezred parancsnoka lett. 1919-ben ezredessé léptetik elő, az 1. majd a 3. hadosztály vezérkari főnöke. 
Reek 1919–1920 között a Vir Front vezérkari főnöke lett. A kezdeti nehézségeket leküzdve az immár több tízezer főt számláló Észt Nemzeti Hadsereg külföldi önkéntesek támogatásával 1919. 
január 7-én ellentámadásba lendült az immár kifulladt szovjet egységek ellen, akiket február elejére sikeresen kiűztek az ország területéről. A két fél közötti hivatalos békekötésre 1920. február 2-án került sor Tartuban, amiben Szovjet-Oroszország elismerte a független Észtországot és lemondott területi igényeiről. A szovjetek legyőzésével egy időben délen az észt egységek lett alakulatokkal együtt harcba szálltak a német katonákból álló Baltische Landeswehr és az ún. Vashadosztály csapatai ellen, akik a lett területek fölött akartak ellenőrzést gyakorolni. A németek által elfoglalt lett Cēsis városa mellett zajló ütközetben a Ernst Põdder, Jorģis Zemitāns és Nikola Reek tábornok vezette észt-lett erők kerültek ki győztesen, majd az ellentámadásba átmenő egységek sikeresen előrenyomultak Riga felé, de antant nyomásra a várost végül nem foglalták el (visszakerült az elűzött lett kormány, a német alakulatok lett ellenőrzés alá kerültek).
A háborút követően 1921–1923 között ő felügyelte a hadsereg katonáinak kiképzését. 1921-ben meghalt elsőszülött lánya. 1923-tól két éven át Franciaországban folytatott további katonai tanulmányokat, majd hazatérését követően 1925-ben ismét kinevezték az Észt Hadsereg vezérkari főnökévé. 1926-tól vezérőrnagy. 1926–1927 között a 2. hadosztály vezetője volt, következő évtől Jaan Tõnisson kormányában töltötte be a hadügyminiszteri posztot. 
Reek tábornok 1928 és 1934 között ismét a 2. hadosztály parancsnoki posztját töltötte be. 1928-ban megszületett második lánya, Tiiu Reek. 1934-től öt éven keresztül ismét a hadsereg vezérkari főnöke lett. 1938-ban altábornagyi rangot kapott. 1939-ben, a fokozódó nemzetközi helyzet idején a hadsereg helyettes főparancsnokává nevezték ki. 1939–1940 között védelmi miniszter 1939-ben részt vett Adolf Hitler születésnapi ünnepségén Berlinben.
Az 1939-ben a német és szovjet felek között megkötött Molotov–Ribbentrop-paktum értelmében a szovjet Vörös Hadsereg alakulatai 1940 nyarán benyomultak az országba. A többszörös túlerővel szemben az észt hadsereg nem vehette fel a harcot, így harc nélkül megadásra kényszerültek. Augusztus 6-tól az ország hivatalosan is a Szovjetunió tagországa lett. A megszállást követően több ezer vezető észt politikust és katonatisztet tartóztattak le. Reek tábornok is szovjet fogságba került, Szmolenszkben raboskodott és többször is kínvallatásnak vetették alá. Később az uszoljei Gulag-táborba került, ahol 1942. május 8-án kivégezték. Felesége, Clara Reek és lánya, Tiiu Reek is a Szovjetunióban haltak meg a háború folyamán.
2004-ben emléktáblát avattak a tiszteletére Tartuban.

## Kitüntetései
- Szabadságkereszt I. kategória 2. fokozat
- Szabadságkereszt II. kategória 2-és 3. osztály
- Észt Saskereszt 1. osztálya
- Észt Fehér Csillag Rend 1. osztálya
- az észt Vöröskereszt I. fokú, 2. osztályú érdemkeresztje
- Lāčplēsis Rend 2. osztálya
- Szent Anna Rend 4. osztály
- Szent Szaniszló Rend 2.-és 3. osztálya
- Szent Vlagyimir Rend 4. osztálya

## Képgaléria

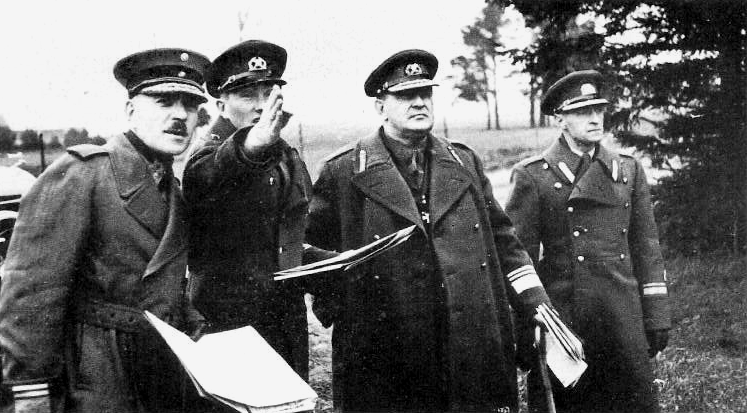
Nikolai Reek tábornok (jobbról a második) a finn hadsereg vezérkari főnökével, Lennart Oesch tábornokkal (balra) figyeli a finn-észt védelmi szerződés megkötését követően tartott észt hadgyakorlatot 1938 októberében
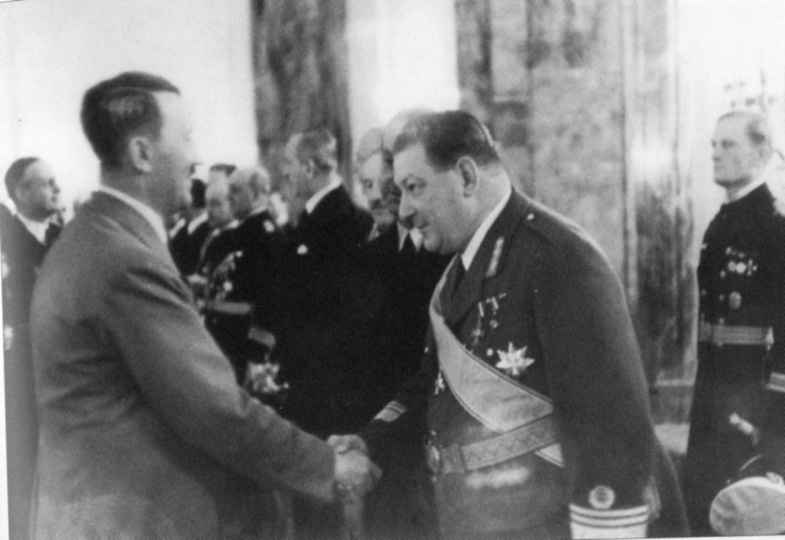
Nikolai Reek találkozik Adolf Hitlerrel 1939. április 20-án